# Isakogorka
Isakogorka (ros. Исакогорка) – dzielnica w południowej części Archangielska, położona na lewym brzegu rzeki Dwiny. Na jej terenie znajduje się duża stacja kolejowa Isakogorka, nowy miejski maszt nadawczy Archangielska, tartaczno-drzewny kombinat „Archangielskles”, kilka bibliotek. Ludność: 26 533 (2002).
Urodził się tu Jerzy Kleczkowski – porucznik Wojska Polskiego, uczestnik wielu akcji bojowych Armii Krajowej, w tym słynnej Akcji Góral oraz zamachu na SS-Obergruppenführera Friedricha Wilhelma Krügera.